# Pebble Beach
Pebble Beach (lett. "spiaggia dei ciottoli") è una piccola comunità non incorporata sulla costa del pacifico nella Contea di Monterey, in California, Stati Uniti d'America.

## Geografia fisica
Pebble Beach si trova nella Contea di Monterey sulla penisola di Monterey. È confinante con Carmel-by-the-Sea a sud, Pacific Grove a nord, la città di Monterey ad est, e l'Oceano Pacifico ad ovest. Big Sur si trova circa 65 chilometri a sud sulla scenica State Route 1. Santa Cruz e San Francisco sono rispettivamente a circa 78 e 194 chilometri a nord.
Tecnicamente Pebble Beach non è affatto una città, ma piuttosto una conglomerato posseduto dalla Pebble Beach Company. I residenti pagano delle tasse speciali per il mantenimento delle strade così come le tasse di proprietà per le abitazioni alla contea di Monterey. L'ufficio postale della comunità si chiama Pebble Beach, ma l'United States Census Bureau fa appartenere il territorio alla giurisdizione di Del Monte Forest.
L'area è anche parzialmente amministrata dalla Del Monte Forest Foundation, un'organizzazione non-profit designata dalla Contea di Monterey e dalla California Coastal Commission, comprendente un gruppo di 12 volontari interessati nel preservare gli spazi aperti appartenenti al territorio della Del Monte Forest. Eccetto per due rappresentanti della Pebble Beach Company, tutti devono essere proprietari terrieri e residenti nel luogo.
Il codice postale è 93953, e la comunità si trova all'interno dell'area code 831.

## Economia

### Turismo
Meglio conosciuta come una destinazione turistica, l'area è la base del campo da golf Pebble Beach Golf Links. Ogni anno vi si svolge inoltre il Concorso d'eleganza di Pebble Beach, una delle più prestigiose mostre al mondo di automobili storiche e concept car moderne.

## Infrastrutture e trasporti
- 17-Mile Drive